# سرة متوسطة
سرة متوسطة (الاسم العلمي:Umbilicus intermedius) هي نوع من النباتات يتبع جنس السرة من الفصيلة الكرسولية.